# Río Tercero (Fluss)
Der Río Tercero bzw. Río Ctalamochita ist ein Fluss in der Provinz Córdoba, Argentinien.
Seine Quellen liegen in den Sierras de Córdoba südlich des Cerro Champaquí. Er fließt durchgehend in östlicher bzw. südöstlicher Richtung. In der Nähe von Cruz Alta fließt dem Tercero der Río Cuarto zu. In der Provinz Santa Fe wird der Tercero dann als Río Carcarañá bezeichnet.
An seinem Oberlauf liegen die folgenden Talsperren und Wasserkraftwerke: Río Tercero (Fitz Simon), Segunda Usina (Cassafousth), Tercera Usina (Reolín) und Piedras Moras. Das Pumpspeicherkraftwerk Río Grande mit den beiden Talsperren Cerro Pelado und Arroyo Corto liegt am Río Grande, einem von mehreren Quellflüssen des Tercero.
Das Einzugsgebiet des Río Tercero beträgt rund 2500 km².